# Víctor Ruiz Torre
Víctor Ruiz Torre (Sant Feliu de Llobregat, 25 de gener de 1989) és un futbolista català que juga com a defensa central.
Format a les categories inferiors del FC Barcelona i del Cornellà va fitxar pel juvenil del RCD Espanyol des d'on posteriorment passaria al filial i finalment debutaria amb el primer equip el 2009. Durant el mercat d'hivern de la temporada 2010/11 es va oficialitzar el seu traspàs a l'SSC Napoli italià per una xifra pròxima als 6 M€, a més del traspàs definitiu de Jesús Alberto Dátolo a l'Espanyol.
L'agost del 2011 va ser fitxat pel València CF, club amb el qual tindrà contracte fins al 2015. Ràpidament, Víctor Ruiz es va convertir en un fix de la defensa valencianista juntament amb Adil Rami.
El juny de 2011 formà part de la selecció espanyola de futbol Sub-21 que va guanyar el Campionat d'Europa de futbol sub-21 de 2011, celebrat a Dinamarca.

## Palmarès
| Títol                             | Club                 | País    | Any       |
| --------------------------------- | -------------------- | ------- | --------- |
| Copa de Campions de Lliga juvenil | RCD Espanyol Juvenil | Espanya | 2007-2008 |
| Tercera Divisió                   | RCD Espanyol B       | Espanya | 2008-2009 |